# Byturus unicolor
Byturus unicolor är en skalbaggsart som beskrevs av Thomas Say 1823. Byturus unicolor ingår i släktet Byturus och familjen hallonängrar. Inga underarter finns listade i Catalogue of Life.